# Cephrenes
Cephrenes là một chi bướm ngày thuộc họ Bướm nâu.

## Các loài
- Cephrenes acalle (Hopffer, 1874)
- Cephrenes augiades (Felder, 1860)
- Cephrenes chrysozona (Plötz, 1883)
- Cephrenes carna Evans, 1934
- Cephrenes moseleyi (Butler, 1884)
- Cephrenes trichopepla (Lower, 1908)